# 奧爾利夫卡 (紹斯特卡區)
51°56′19″N 33°53′5″E / 51.93861°N 33.88472°E
奧爾利夫卡（烏克蘭語：Орлівка）是位於烏克蘭東北部的村莊，由蘇梅州紹斯特卡區的斯韋薩市鎮負責管轄。該村處於斯維薩河左岸，分別距離斯韋薩1公里和扬皮尔4.5公里，海拔高度161米，2001年人口1,083。